# Uribyeol ilhowa eollukso
 (mars 2023).
Le contenu est difficilement compréhensible vu les erreurs de traduction, qui sont peut-être dues à l'utilisation d'un logiciel de traduction automatique.
Pour plus de détails, voir Fiche technique et Distribution.
Uribyeol ilhowa eollukso (coréen : 우리별 일호와 얼룩소, litt. notre étoile no 1 et la vache) est un long métrage d'animation sud-coréen sorti en 2014. Il est réalisé par Jang Hyung-yoon, largement connu pour ses courts métrages d'animation tels que La Vie privée de Murim Il-gum et J'ai besoin d'un papa.

## Synopsis
Gyeong-cheon, une étudiante ordinaire qui rêve de devenir musicienne, perd la raison parce que tout dans sa vie, y compris la musique et l'amour, ne fonctionne pas. Un jour, Gyeongcheon est transformé en vache par des pouvoirs magiques inconnus, et est poursuivi par Boss Oh, qui vise le foie d'un humain qui a perdu la tête et est devenu un animal, et par un incinérateur qui essaie de brûler un humain devenu animal. Notre étoile no 1, qui errait seule avec la fin de sa durée de vie dans l'espace et a coupé la communication avec la Terre, prête attention à la chanson chantée par Gyeongcheon et descend au sol à la recherche de la personne qui a chanté la chanson . Cependant, en train de venir sur Terre, elle est accidentellement transformée en femme par la magie du sorcier endormi Merlin. Ensuite, Gyeongcheon, qui est devenu une vache, Satellite Ilho, qui est devenu un humain, et Merlin se sont rencontrés dans la chambre sur le toit de Gyeong-cheon, et les trois ont commencé à vivre ensemble étrangement.

## Fiche technique
- Pays de production : Corée du Sud
- Genre : Film d'animation, Comédie de fantasy
- Durée : 81 minutes
- Dates de sortie :
  - Corée du Sud : 20 février 2014
  - États-Unis : 13 juillet 2014 (Asian Film Festival of Dallas (en))
  - Canada : 20 juillet 2014 (Fantasia International Film Festival)
  - Belgique : 14 février 2015 (Anima, Festival international du film d'animation de Bruxelles)
  - France : 22 novembre 2015 (Utopiales, festival international de science-fiction, à Nantes)

## Caractéristiques
Jang Hyung-yoon, diplômé de l'Académie coréenne des arts cinématographiques (KAFA), est l'un des réalisateurs les plus connus de l'industrie coréenne de l'animation indépendante avec Yeon Sang-ho et le fondateur du studio It Must Be Now. L'œuvre de Jang Hyung-yoon « a une atmosphère calme, une douce histoire d'amour et un sentiment de bâillon imprévisible ajouté aux images et au contenu qui semblent maladroits quelque part. » Il construit son propre monde de l'art dans la mesure où il est évalué comme ''[Quoi ?], et en termes de contenu et de personnages, ce travail peut également être considéré comme une extension de celui-ci.
En particulier, dans cet œuvre, le premier satellite national coréen, Uribyeol-1, apparaît comme le rôle principal féminin. En ce qui concerne la raison du choix de Our Star No. 1 comme actrice principale, la réalisatrice Jang Hyung-yoon a déclaré : « L'âge de Notre étoile no 1 est dans la vingtaine et son poids est similaire à celui d'un humain. J'ai aimé être là et être capable de voler », explique-t-il.
Le nom du personnage principal, Gyeongcheon, a été tiré du directeur musical, Goh, Gyeongcheon. Non seulement le nom mais aussi le cadre d'être un musicien est le même. Comme il sied à une œuvre qui reflète la vie de la jeunesse coréenne moderne, il convient également de noter que de véritables arrière-plans tels que les rues de Hongdae, la tour de Séoul et les rives du fleuve Han apparaissent.

### Relations avec les œuvres précédentes de Jang Hyung-yoon
Le décor que le satellite artificiel transforme en humain est similaire au décor du film précédent du réalisateur, La Vie privée de Murim Il-gum, où Jin Young-yeong, le personnage principal, se présente sous la forme d'un distributeur automatique et peut se transformer en humain à tout moment. De plus, le sujet d'une histoire d'amour entre un satellite artificiel qui est devenu un humain et une personne qui est devenue une vache ressemble à l'histoire d'amour entre des êtres inhabituels que le réalisateur Jang Hyung-yoon a montré dans Tea Time et La Vie privée de Murim Il-gum[réf. nécessaire]. De plus, dans ce travail, vous pouvez voir que divers décors, expressions et personnages qui sont apparus dans les œuvres précédentes du réalisateur Jang Hyung-yoon ont été apportés. Pendant ce temps, le court métrage de 2008 de Jang Hyung-yoon Oh! dans l'Indie Pool Film Festival Trailer, une situation très similaire à la scène de cette œuvre apparaît, et dans Tomorrow Will Be Normal, un film de 2009, des similitudes peuvent être observées en termes de personnages, de paramètres et de contenu[réf. nécessaire].

## Personnages

### Personnages principaux
- Gyeongcheon (Yoo Ah-in) : En tant qu'étudiant avec beaucoup d'intérêt pour la musique, il s'est produit dans les rues de Hongdae et est assez talentueux pour se qualifier pour la finale d'un programme d'audition. Cependant, lorsqu'il découvre que sa bien-aimée Eun-jin aime quelqu'un d'autre, il perd la raison et se transforme en vache. Après avoir été transformé en vache, il a été poursuivi par le président Oh et un incinérateur, et après avoir été sauvé par Il-ho, il n'a eu d'autre choix que de vivre avec Il-ho dans sa propre chambre.
- Numéro un (Yumi Jung) : Son vrai nom est 'Uribyeol Ilho'. À l'origine, il s'agissait d'un satellite artificiel lancé en mission d'observation de la terre, mais sa durée de vie était presque terminée et alors qu'il errait juste dans l'espace, il est redescendu sur terre pour retrouver le propriétaire de la voix après avoir entendu le chant du ciel. En train de descendre, il sauve accidentellement Gyeong-cheon, qui était poursuivi, et reçoit le corps d'une fille de Merlin. Bien qu'il ait un corps humain, il a diverses fonctions spéciales car il s'agit à l'origine d'un satellite artificiel, et grâce à cela, il sauve souvent Gyeongcheon de la crise. Au début, il aime la chanson de Gyeong-cheon et le poursuit, mais peu à peu, il finit par l'aimer.
- Merlin (Donyong Lee) : C'est un grand sorcier qui a hérité du sang d'une fée, mais il prend la forme d'un rouleau de papier toilette. Parce que le papier toilette, une partie du corps, a des pouvoirs magiques, il peut être libéré pour lancer de la magie. Il aide Gyeongcheon et Ilho de plusieurs façons.
- PDG Oh:(Jo Young-binà : Un chasseur qui chasse les humains qui se sont transformés en animaux pour sauver leur foie. Vous pouvez vous téléporter ou utiliser la magie à travers des objets en verre. Depuis peu, il vise Kyungcheon, devenu une vache.
- L'Incinérateur : Un monstre qui attrape les humains qui ont perdu la tête et sont devenus des animaux et les brûle.
- Eunjin (Jo Eunseon) : un junior habitant le même département que Gyeongcheon. Kyung-chun est amoureux.
- La Sorcière du Nord (Seokjeong Hwang) : une sorcière qui protège les humains transformés en animaux en les emmenant dans la forêt. Il ressemble à un sanglier.
- Chien noir (Jang Hyung-yoon) : un chien noir que Gyeongcheon élève dans sa chambre.
- Tante du propriétaire (Cho Tae-im) : Le propriétaire de la chambre où vit Gyeongcheon.

### Autres personnages
- Couple fantastique : Yumi Jung
- Enfant fantastique : Choi Do-young
- Professeur : Hyukjin Jang
- Assistante : Sihyung Choi
- Prêteur privé : Jang Hyuk-jin
- Président du club : Lee Don-yong
- Présentateur de nouvelles : Choi Jin-woo
- Journaliste : Jo Eun-seon
- Enfant de l'aire de jeux : Choi Do-young
- Maman du terrain de jeu : Choi Do-young
- Police du terrain de jeu : Hyukjin Jang
- Gens du terrain de jeu : Yeon Sang -ho, Hwang Seok-jeong, Choi Jin-woo, Kim Chang-soo, Choi Si-hyung, Kim Hyung-mi, Kim Hye -jin
- Amiral Yi Sun-sin : Jo Yeong-gak
- Bike Boy : Sihyung Choi
- Passants : Kim Ye-jin, Choi Jin-woo, Kim Chang-soo, Yeon Sang-ho, Jang Hyung-yoon
- Voix dans le noir : Cho Young-gak, Ko Eun-ha, Pyo Yong-soo

## Bande originale
Beautiful Memories, qui a été utilisée comme chanson de fin du film, est la chanson thème du rôle principal masculin, Gyeongcheon, et Wait for Me est la chanson thème du rôle principal féminin, Ilho.